# Ilija Milanov
Ilija Vencislavov Milanov (bulharsky: Илия Венциславов Миланов, * 19. února 1992, Levski, Plevenská oblast, Bulharsko) je bulharský fotbalový obránce a reprezentant, který působí v bulharském klubu Litex Loveč. Jeho dvojče, bratr Georgi Milanov je rovněž fotbalista, společně nastupují v bulharské reprezentaci.

## Klubová kariéra
Milanov se narodil ve městě Levski v Plevenské oblasti, kde zpočátku hrával za místní klub. V roce 2005 se se svým bratrem Georgim stal součástí fotbalové akademie Litexu Loveč.
3. prosince 2009 debutoval v A-týmu Litexu, nastoupil z lavičky na hřiště v 72. minutě v utkání proti domácímu Pirinu Goce Delčev, které skončilo vítězstvím Loveče 4:0. V sezóně 2009/10 získal s klubem bulharský ligový titul, který se podařilo obhájit i v následující sezóně 2010/11.

## Reprezentační kariéra
Milanov působí v mládežnickém reprezentačním výběru Bulharska v kategorii do 21 let.

## Odkazy

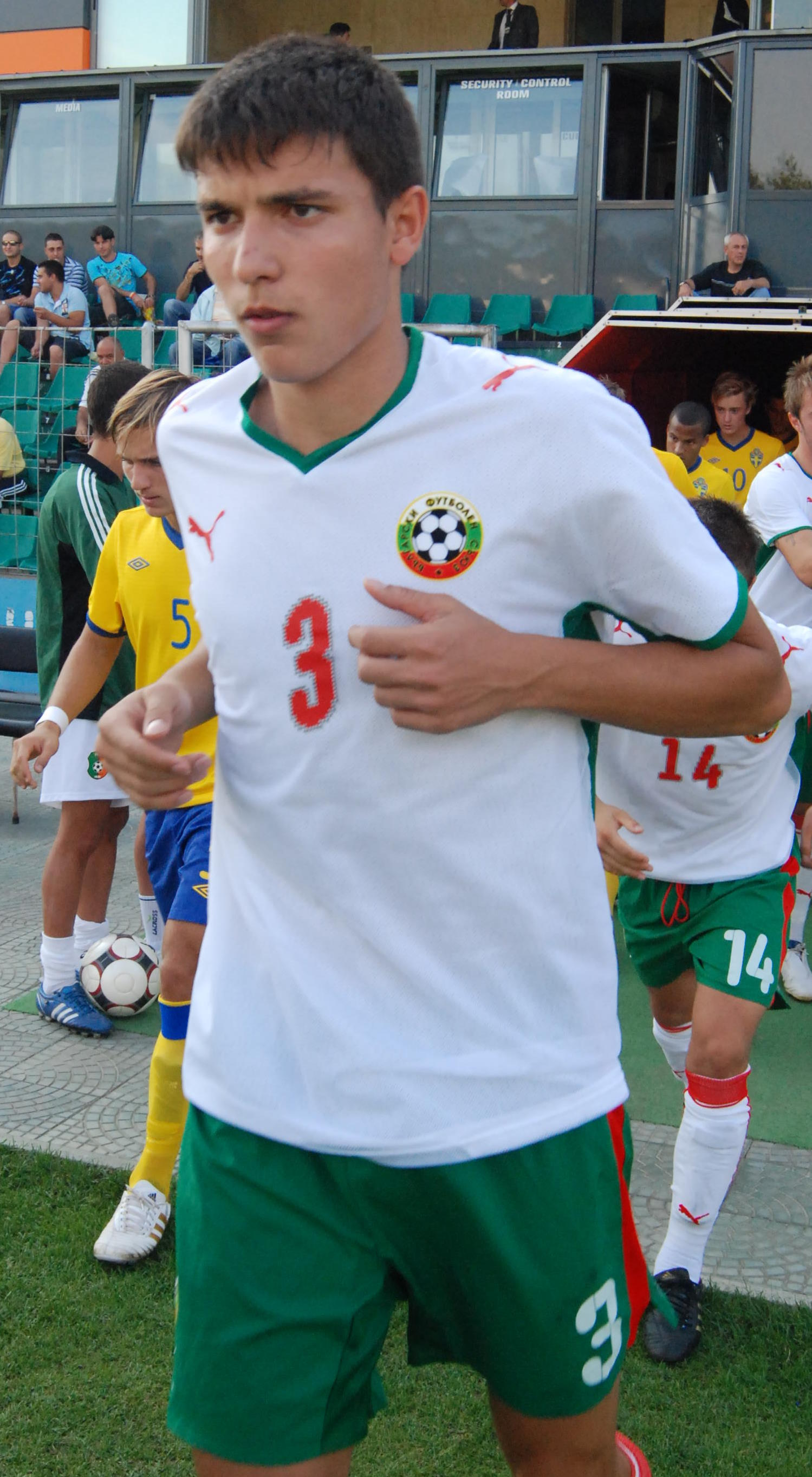
Ilija v dresu bulharské fotbalové reprezentace.

### A-mužstvo
V A-mužstvu Bulharska debutoval v kvalifikaci na Mistrovství světa 2014 12. října 2012 v domácím střetnutí proti reprezentaci Dánska, v 35. minutě šel na hrací plochu. Zápas skončil remízou 1:1. Hrál v základní sestavě i v odvetném kvalifikačním utkání 26. března 2013 v Kodani, které skončilo opět remízou 1:1. Bulharsko si udrželo druhé místo za vedoucí Itálií.